# Adrian (Texas)
Pour les articles homonymes, voir Adrian.
Adrian est une ville située sur la U.S. Route 66, dans le comté d'Oldham au Texas. En 2008, la population était de 149 habitants.

## Géographie
Adrian est située à mi-chemin entre Chicago et Los Angeles, à égale distance (1 139 miles, soit 1 833 km) des deux extrémités de la route 66.

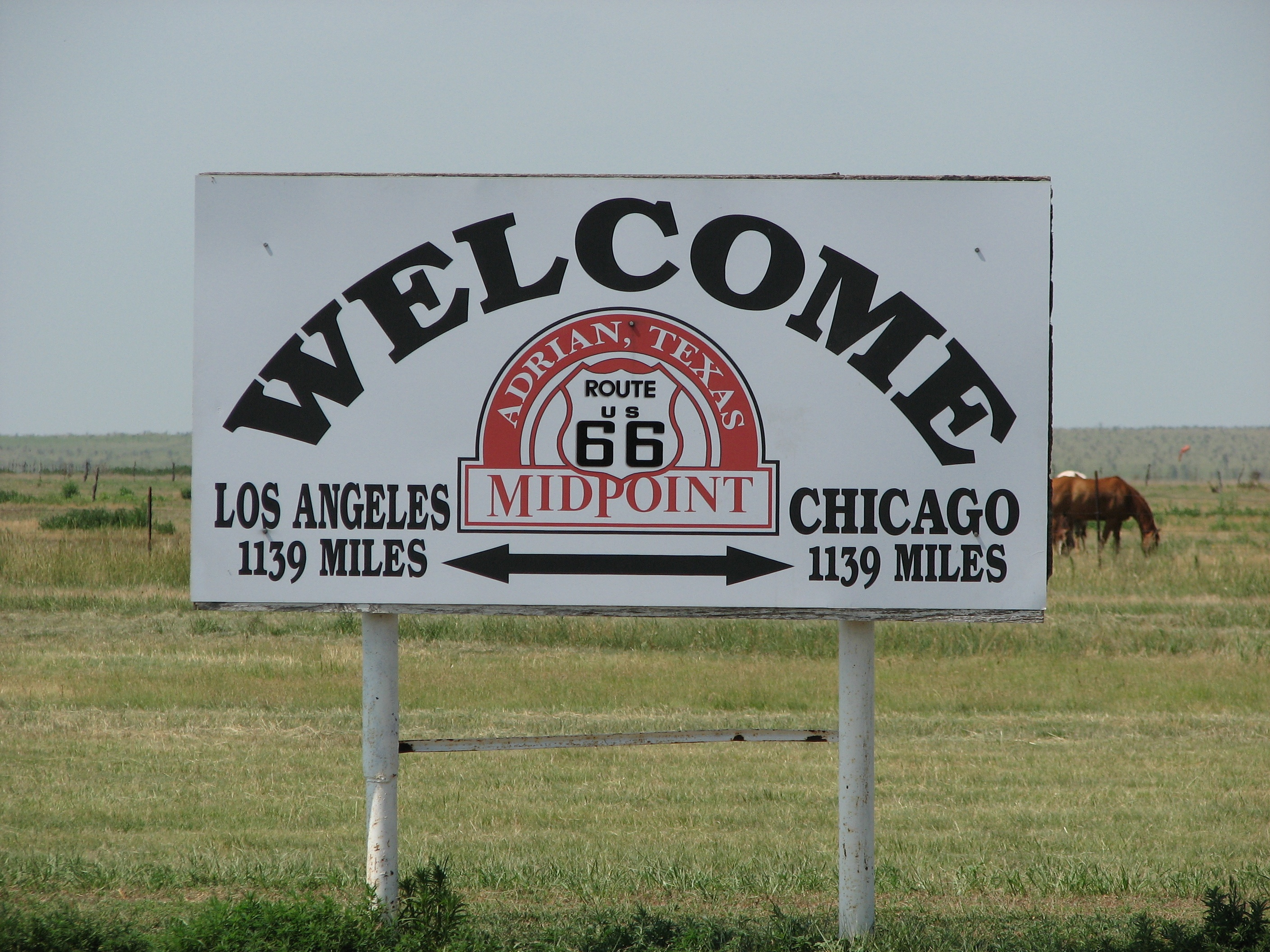
Panneau à Adrian
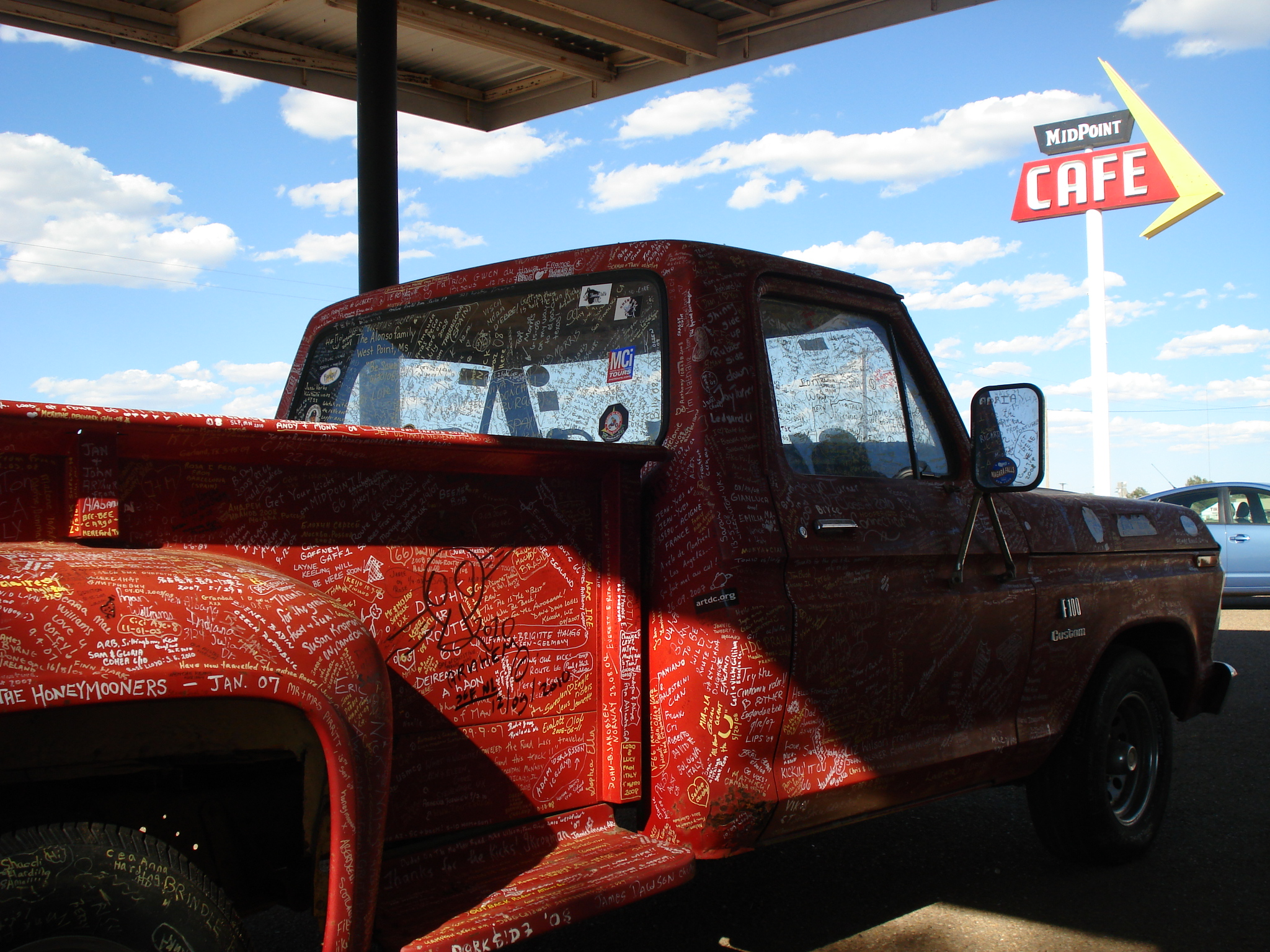
Pick-up stationné au MidPoint Cafe